# Handbary

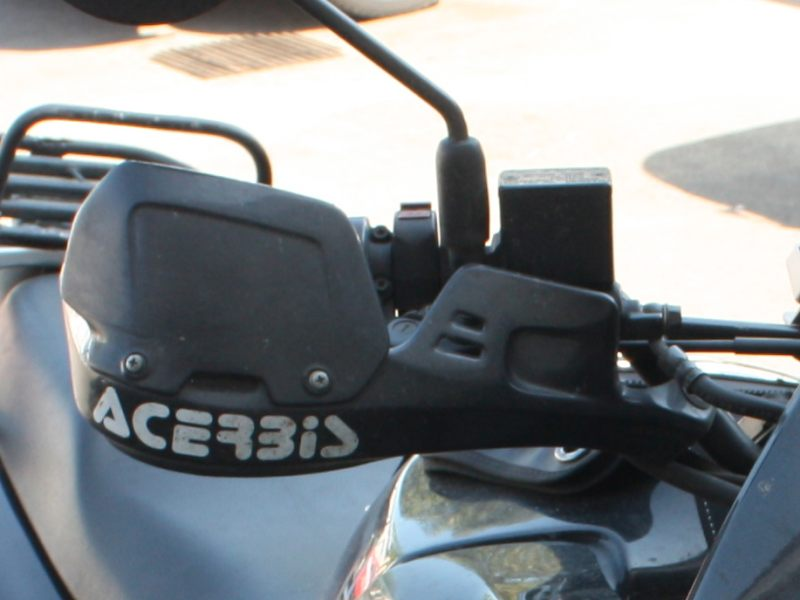
Handbary zamknięte

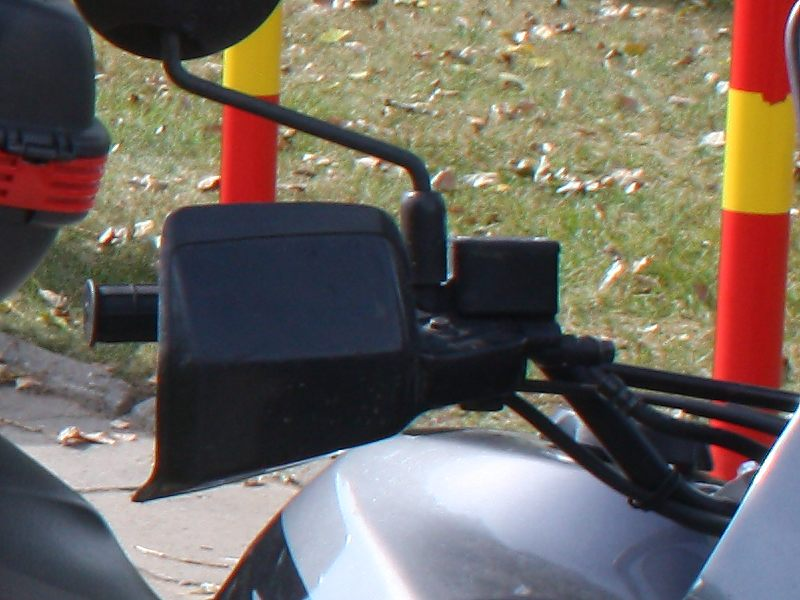
Handbary otwarte

Handbary (handguardy) - ochraniacze dłoni montowane na kierownicy motocykla, stosowane najczęściej w pojazdach klasy enduro i turystyczne enduro.
W warunkach drogowych mają za zadanie chronić dłonie kierującego motocyklem przed wiatrem i deszczem, zwiększając komfort, a podczas jazdy w terenie chronić przed uderzeniami gałęzi. W przypadku upadku handbary chronią przed uderzeniem w podłoże zarówno dłoń kierującego, jak i klamki hamulca i sprzęgła.
Handbary w wersji zamkniętej (podparte do kierownicy z dwóch stron) są wytrzymalsze od handbarów otwartych (podparte z jednej strony) i zapewniają lepszą ochronę mechaniczną klamek hamulca i sprzęgła. Jeśli handbary zamknięte mają konstrukcję nośną np. z aluminium to istnieje niebezpieczeństwo uwięzienia dłoni w przypadku mocniejszego uderzenia.